# クリシュナラージャサーガラ

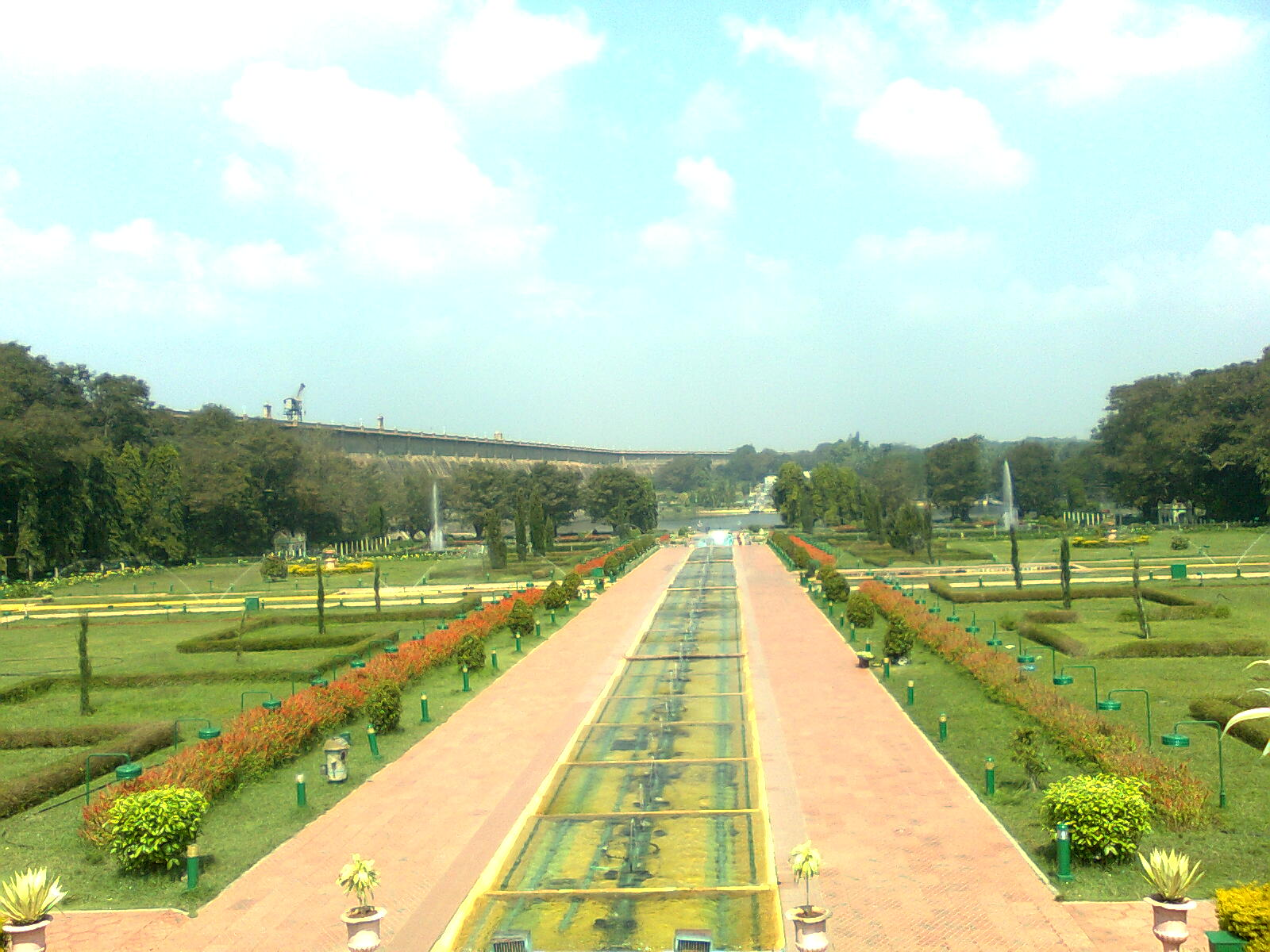
クリシュナラージャサーガラのヴリンダーヴァン庭園

クリシュナラージャサーガラ（カンナダ語：ಕೃಷ್ಣರಾಜಸಾಗರ、Krishnarajasagara）は、インドのカルナータカ州、マンディヤ県の都市。

## 歴史
20世紀初頭、マイソールの統治者クリシュナ・ラージャ4世の大臣モークシャグンダム・ヴィシュヴェーシュヴァライヤは灌漑事業の一環として、この地にダムを建設した。
これがクリシュナラージャサーガラ・ダムであり、この地の名称としても用いられている。サーガラとは「貯水池」を意味する。

## 地理
クリシュナラージャサーガラは北緯12度26分 東経76度23分 / 北緯12.44度 東経76.38度に位置している。

## 人口
2001年の統計では、クリシュナラージャサーガラの人口は8510人。